# 錫斯闊克 (加利福尼亞州)
錫斯闊克（英語：Sisquoc）是位於美國加利福尼亞州聖巴巴拉縣的一個人口普查指定地區。

## 地理
錫斯闊克的座標為34°51′43″N 120°17′40″W / 34.86194°N 120.29444°W，而該地最高點為海拔高度139米（即456英尺）。

## 人口
根據2010年美國人口普查的數據，錫斯闊克的面積為5.786平方千米，當中陸地面積為5.775平方千米，而水域面積為0.011平方千米。當地共有人口183人，而人口密度為每平方千米31人。